# Óbolo de San Pedro
El Denario u Óbolo de San Pedro (en latín denarius Sancti Petri) son las donaciones de las diócesis y cristianos católicos del mundo entero al Papa de Roma. Es una colecta efectuada todos los años en todas las comunidades católicas, en la “Jornada mundial de la caridad del Papa”, el 29 de junio o el domingo más próximo a la solemnidad de San Pedro y San Pablo. Desde el siglo VIII hasta 1534 fue una contribución aportada desde Inglaterra para la Santa Sede. Bajo el Pontificado del Pío IX, se retoma el nombre para designar una contribución voluntaria de los fieles al Papa.
En 2011, el Óbolo de San Pedro recogió donativos por un total de 69,7 millones de USD.

## Historia
Históricamente nace tras la conversión de los anglosajones a finales del siglo VIII. Decidieron enviar de manera estable una contribución anual al Papa. Así nació el “Denarius Sancti Petri” (Limosna a San Pedro), que pronto se difundió por los países europeos. Esta costumbre fue regulada de manera orgánica por el Papa Pío IX en la Encíclica “Saepe Venerabilis” (5 de agosto de 1871).[cita requerida]
Sobre esta donación ha dicho el Papa Benedicto XVI: "El Óbolo de San Pedro es la expresión más típica de la participación de todos los fieles en las iniciativas del Obispo de Roma en beneficio de la Iglesia universal. Es un gesto que no sólo tiene valor práctico, sino también una gran fuerza simbólica, como signo de comunión con el Papa y de solicitud por las necesidades de los hermanos; y por eso vuestro servicio posee un valor muy eclesial". En un documento reciente para los Obispos, se les recuerda el cuidado que deben tener de mantener esta aportación: "El Obispo no descuide tampoco la particular colecta denominada Óbolo de San Pedro, destinada a hacer posible que la Iglesia de Roma pueda cumplir válidamente su oficio de presidencia en la caridad universal".

## Obras realizadas
Entre las obras realizadas recientemente gracias al Óbolo de San Pedro, se encuentran la Ciudad de los Muchachos «Nazareth» en Mbare (Ruanda), el hospital San Vicente de Paola en Sarajevo, la aldea para huérfanos del sida en Kenia, el hospital «Redemptoris Mater» en Armenia, las actividades de la Fundación «Populorum progressio» para los campesinos y los indígenas de Latinoamérica y de la Fundación Juan Pablo II para el Sahel.